# CBS Sports Spectacular
O CBS Sports Spectacular é o programa de televisão mais antigo produzido pela CBS Sports, a divisão esportiva da rede CBS nos Estados Unidos. O programa foi lançado em 3 de janeiro de 1960, e adotou diversos outros nomes ao longo do tempo, entre eles CBS Sports Saturday, CBS Sports Sunday, Eye on Sports e CBS Sports Show. Sob seu formato atual, o programa não possui apresentador regular.